# Platão (exarca)
Platão foi exarca de Ravena de 646 a 649. É conhecido principalmente por seu monotelismo e por sua oposição ao papa Teodoro I, tendo convencido o patriarca Paulo II de Constantinopla a romper com o pontífice.